# Philip Ma
Philip Ma Ching Yeung (chiń. 馬清揚; ur. 1 maja 1963 roku w Hongkongu) – hongkoński kierowca wyścigowy.

## Kariera
Ma rozpoczął karierę w wyścigach samochodowych w 1995 roku od startów w Global GT Championship, gdzie jednak nie zdobywał punktów. W późniejszych latach Hongkończyk pojawiał się także w stawce Asian Touring Car Championship, Azjatyckiego Pucharu Porsche Carrera, Azjatyckiej Formuły Renault, FIA GT Championship, Windsor Arch Macau GT Cup Grand Prix, Asian Le Mans Series, World Touring Car Championship, Intercontinental Le Mans Cup, Asian GT Series, Malaysian Super Series, City of Dreams Macau GT Cup, Trofeo Maserati World Series, Ferrari Challenge Asia Pacific oraz Audi R8 LMS Cup China.
W World Touring Car Championship Hongkończyk startował w latach 2010-2011. Podczas drugiego wyścigu w Makau w sezonie 2010 uplasował się na dziesiątej pozycji, co było jego najlepszym wynikiem w mistrzostwach.